# Sabinów (Wieluń)
Pour les articles homonymes, voir Sabinów.
Sabinów est une localité polonaise de la gmina de Konopnica, située dans le powiat de Wieluń en voïvodie de Łódź.